# گواریسم

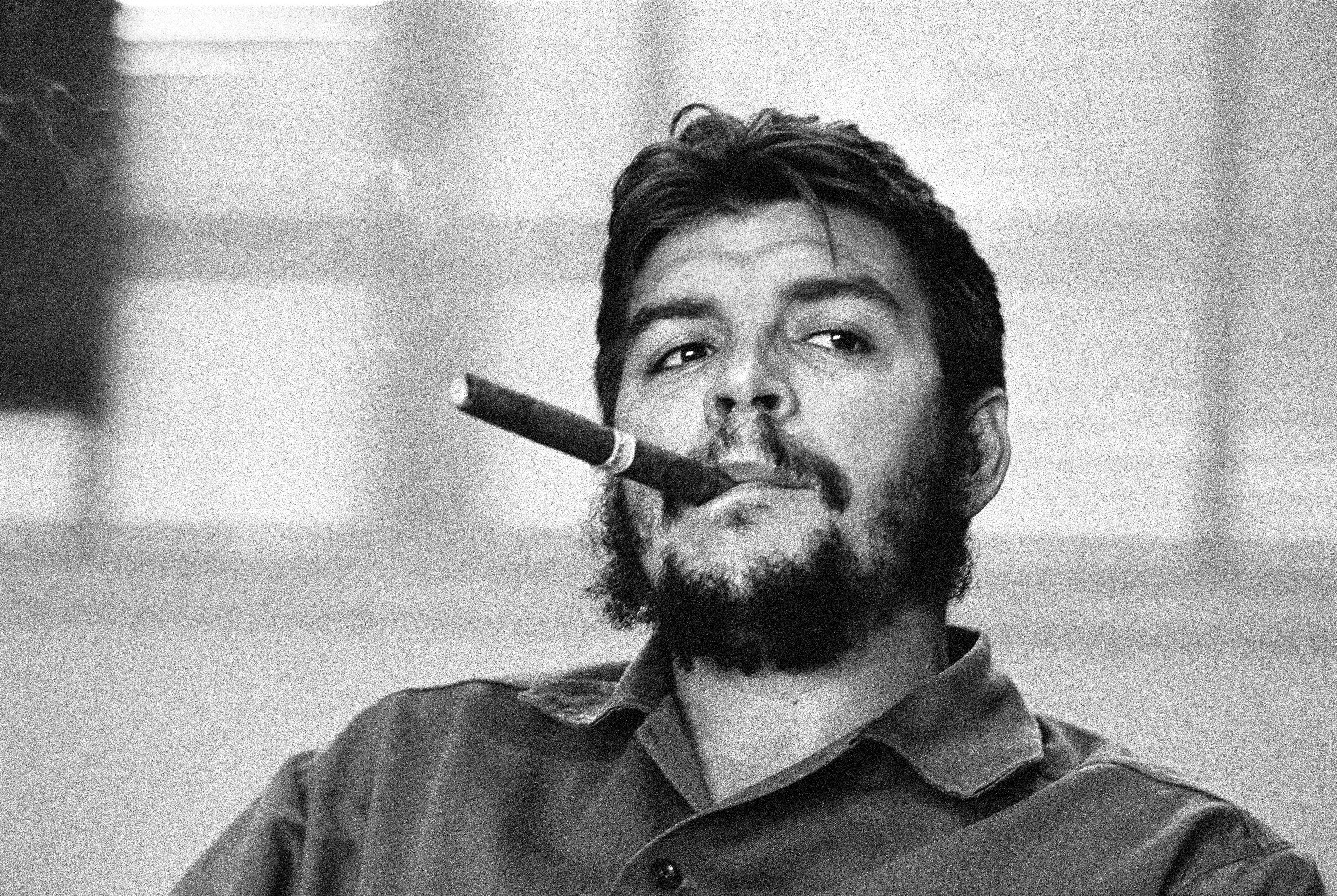
ارنستو گوارا در حال کشیدن سیگار در هاوانا، کوبا، ۱۹۶۳

گواریسم (به انگلیسی: Guevarism) یک نظریه انقلاب کمونیستی و استراتژی نظامی جنگ چریکی که با نام کمونیست انقلابی،  ارنستو گوارا (۱۴ ژوئن ۱۹۲۸–۹ اکتبر ۱۹۶۷) مرتبط است. چه رهبری پیشرو، یکی از چهره‌های برجسته انقلاب کوبا است که به ایده مارکسیسم-لنینیسم باورمند و اصول آن را پذیرفته بود.

## نمای کلی
پس از پیروزی قیام سال ۱۹۵۹ کوبا به رهبری یک مبارز چریک به رهبری فیدل کاسترو، چه گوارا همکار آرژانتینی الاصل، جهان وطن و مارکسیست او، ایدئولوژی و تجربیات خود را به عنوان مدلی برای الگود (و گاهی مداخله مستقیم نظامی) در سراسر جهان به نمایش گذاشت. در حالی که در اکتبر ۱۹۶۷ در پی صدور انقلاب چریکی به بولیوی بود، چه‌گوارا دستگیر و اعدام شد! شهادتی برای پیروزی  جنبش جهانی کمونیستی و سوسیالیسم!

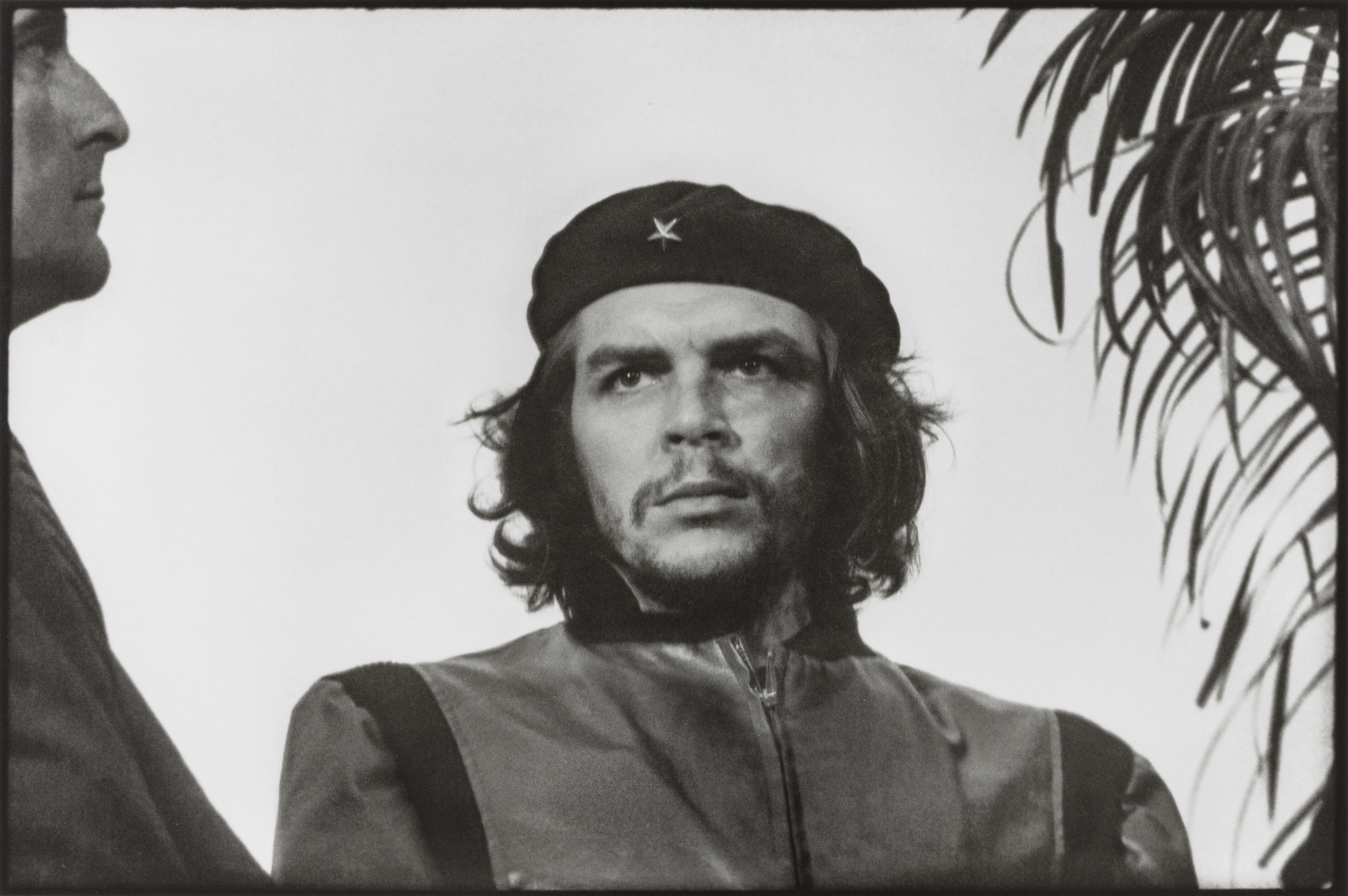
چه گوارا در سال ۱۹۶۰ در مراسم یادبود لاکوبره. عکاس: آلبرتو کوردا

ایدئولوژی او صدور انقلاب به هر کشوری را مجاز می‌داند که رهبر آن توسط امپریالیسم (ایالات متحده آمریکا) حمایت می‌شود و از نظر شهروندانش دور شده‌است. «چه» می‌گوید جنگ چریکی مداوم در مناطق غیرشهری می‌تواند انقلابیون را بر رهبران غالب سازد. چه گوارا سه نکته را بیان می‌کند که نمایانگر ایدئولوژی او در کل است:
1. نیروهای مردمی می‌توانند با سازماندهی مناسب در برابر ارتش پیروز شوند.
2. نیروهای مردمی می‌توانند شرایطی را فراهم سازند که انقلاب را ممکن می‌سازد.
3. نیروهای مردمی همیشه در یک محیط غیرشهری برتری دارند.[۲]

چه گوارا علاقه شدیدی به جنگ چریکی داشت. خود را وقف تکنیک‌های چریکی کرد که به نام فوکالیسم (یا (به اسپانیایی: foquismo) نیز شناخته می‌شود: اغلب پیشتازی واحدهای مسلح کوچک را بر تأسیس  احزاب کمونیست ترجیح می‌داد. در آغاز، حملات خود را از مناطق روستایی برای بسیج «جبهه مردمی» علیه ناآرامی در رژیم مستقر انجام دادند. با وجود تفاوت‌ها در رویکرد - تأکید بر رهبری چریکی و حملات جسورانه‌ای که باعث خیزش عمومی می‌شود، به جای تحکیم قدرت سیاسی در سنگرهای نظامی پیش از گسترش به مناطق جدید - گوارا از مفهوم جنگ خلقی  مائوئیستی الهام گرفت و در جریان «اختلاف چین و شوروی» با مائو تسه تونگ رهبر جمهوری خلق چین رایزنی کرد. این مناقشه ممکن است تا حدی بیانگر علت خروج او از کوبای طرفدار شوروی به رهبری فیدل کاسترو در اواسط دهه ۱۹۶۰ باشد. چه گوارا همچنین تشابهات مستقیمی با رفقای کمونیست معاصر خود در ویت کنگ ترسیم نمود و استراتژی چریکی چندجبهه‌ای برای ایجاد دو، سه، چند ویتنام را ترغیب کرد.
در سال‌های پایانی چه گوارا، پس از ترک کوبا، به جنبش‌های کمونیستی شبه نظامی در آفریقا و آمریکای لاتین، از جمله
 لوران دزیره کابیلا جوان، ریاست‌جمهوری آینده (۱۷ مه ۱۹۹۷–۱۸ ژانویه ۲۰۰۱) جمهوری دموکراتیک کنگو (زئیر) مشاوره داد. در نهایت، در حالی که رهبری یک گروه کوچک (حدود ۵۰ عضو) چریکی با عنوان «ارتش آزادی‌بخش ملی بولیوی» (کادر) را بر عهده داشت، مجروح، دستگیر و کشته شد. اعدام و شکست کوتاه‌مدت تاکتیک‌های گواریستی او شاید بتواند برای مدتی جنگ‌های چریکی را به نفع جنگ سرد بزرگ‌تر و حتی موقتاً حمایت شوروی و کوبا را از چریکی گرایی قطع کند.
جنبش‌های نوظهور کمونیستی و دیگر رادیکالیسمهای آن زمان، یا پیش از پایان دهه ۱۹۶۰ به جنگ چریکی شهری روی آوردند یا به زودی راهبردهای روستایی مائوئیسم و گواریسم را احیا کردند، گرایش‌هایی که با پشتیبانی کشورهای کمونیستی و اتحاد جماهیر شوروی به‌طور عام و همچنین کوبای کاسترویی به‌طور خاص، در سراسر جهان در دهه ۱۹۷۰ تشدید شد.
یکی از طرفداران گواریسم، رژی دبره (زادهٔ ۲ سپتامبر ۱۹۴۰) روشنفکر، فیلسوف و نویسنده اهل فرانسه بود که با تلاش او چارچوب نظری منسجم و واحدی در این زمینه فراهم شد. دبره با این شکست، شکست.

## جزئیات
چه گوارا مجموعه‌ای از ایده‌ها و مفاهیمی را توسعه داد که به گواریسم مشهور شده‌است. تفکر ضدامپریالیستی او، مارکسیسم را به عنوان یک عنصر اساسی در نظر گرفت ولی با تأملاتی در مورد چگونگی انجام انقلاب و ایجاد جامعه  سوسیالیستی که دارای هویت و ویژگی‌های خاص او بود.

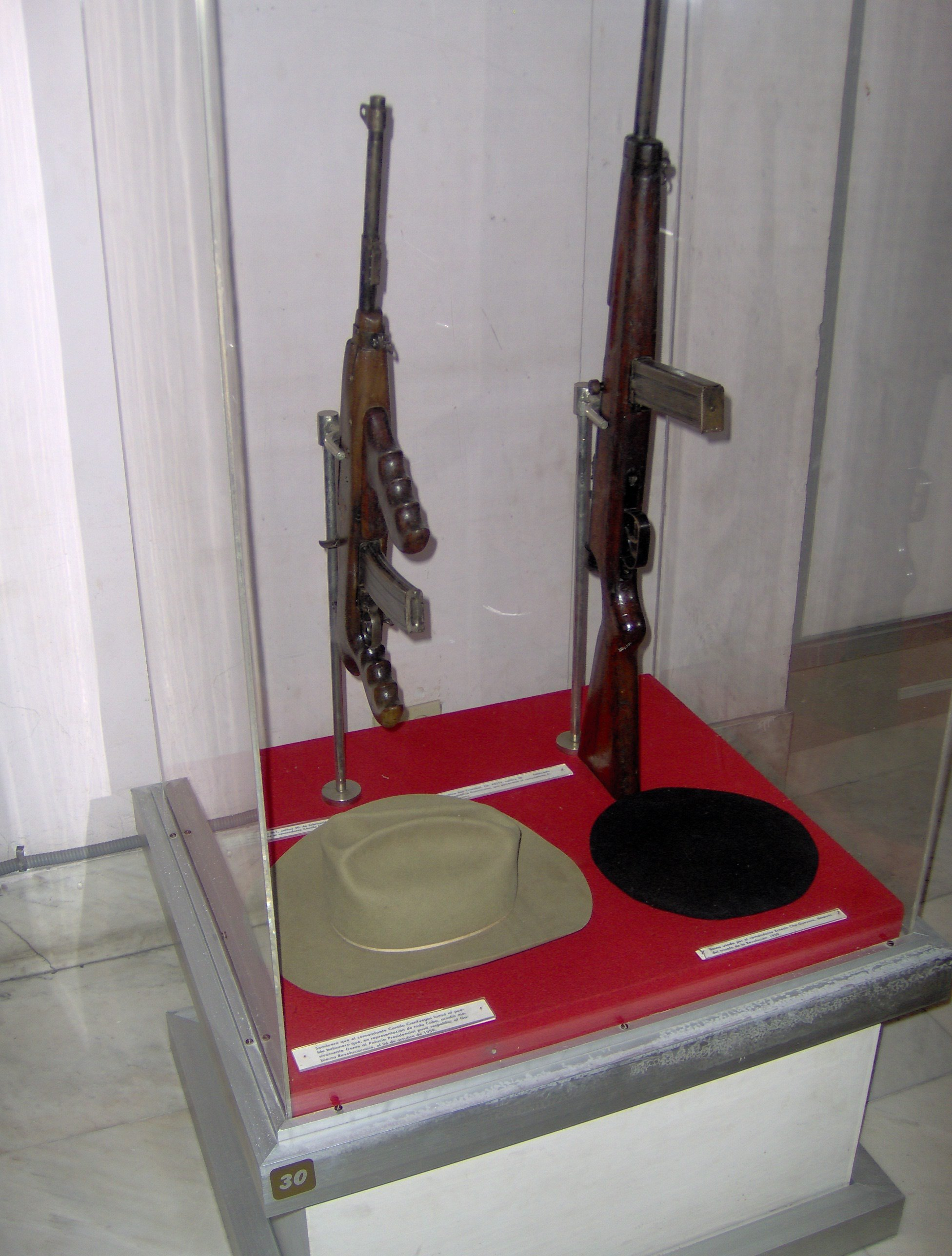
تفنگ‌های کامیلو سینفوئگوس و چه گوارا در موزه انقلاب کوبا، هاوانا

### جنگ چریکی
چه گوارا نقش اساسی به مبارزه مسلحانه می‌داد. رژی دبره می‌نویسد: من از تجربه خود او، نظریه کاملی در مورد جنگ چریکی نوشته‌ام که به نظریه فوکو مشهور شده‌است. به باور «چه»، زمانی که «شرایط عینی» انقلاب در کشوری وجود داشت، یک «چریک» کوچک ولی پیشتاز می‌تواند «شرایط ذهنی» را ایجاد کند و خیزش عمومی جمعیت را به راه بیندازد.
او استدلال می‌کرد ارتباط نزدیکی بین  چریک‌ها، دهقانان و اصلاحات ارضی وجود دارد. این موضع، تفکر او را از سوسیالیسم صرفاً کارگری - صنعتی، متمایز و به افکار مائوئیستی نزدیک کرد.
کتاب او « جنگ چریکی» راهنمایی است که در آن تاکتیک‌ها و استراتژی‌های مورد استفاده در جنگ چریکی کوبا مورد بحث قرار گرفته‌است. با این حال، «چه» ادعا می‌کرد در برخی از زمینه‌های خاص مبارزه مسلحانه جایی ندارد، بنابراین لازم است از مکانیسم‌های مسالمت‌آمیز مانند مشارکت در دموکراسی نمایندگی استفاده شود.
گرچه «چه» اظهار داشت گاهی این خط باید صلح آمیز باشد ولی تنها در صورتی می‌توان ویژگی «بسیار جنگنده، بسیار شجاع» را رها کرد که جهت‌گیری آن به نفع دموکراسی نمایندگی در بین مردم باشد.

### مرد جدید
محور اساسی که او کنش سیاسی - نظری - نظامی خود را بر آن هدایت کرد، آغاز اومانیسم مارکسیستی بود. به عبارت دیگر، «چه» پیشنهاد می‌کند تمایز بین اومانیسم  مارکس و اومانیسم بورژوایی، مسیحی سنتی، بشردوستانه و غیره ضروری است. در برابر تمام اومانیسم انتزاعی که مدعی «بالاتر از طبقه» است، در آخرین تحلیل بورژوازی)، «چه»، همانند نظریه رهایی انسانِ مارکس، صراحتاً درگیر دیدگاه طبقاتی پرولتاریا است.
بنابراین به شدت مخالف «اومانیسم بد» بود. او اعلام می‌کند: و تحقق توانایی‌های آنها تنها با انقلاب کارگران، دهقانان و دیگر طبقات استثمارشده محقق می‌شود که استثمار انسان توسط انسان را از بین می‌برد و سلطه عقلانی و جمعی از مردان (پرولتاریا) را بر روند زندگی اجتماعی آنها برقرار می‌سازد.

## انتقاد
گواریسم از دیدگاه  انقلابی آنارشیستی توسط آبراهام گیلن، یکی از تاکتیک‌های برجسته جنگ چریکی شهری در اروگوئه و برزیل مورد انتقاد قرار گرفته‌است. گیلن مدعی شد شهرها نسبت به روستاها زمینه بهتری برای چریک‌ها هستند (گیلن کهنه سرباز جنگ داخلی اسپانیا بود). او از جنبش‌های آزادی‌بخش ملی گواریست مانند توپاماروسِ اروگوئه - یکی از گروه‌های بزرگ مشاور نظامی -  انتقاد کرد.

## همچنین ببینید
- ارتش آزادی‌بخش ملی زاپاتیستا
- انقلاب کوبا
- توپاماروها
- جنگ چریکی
- جنگ خلقی
- چریک
- رویزیونیسم
- فرانتز فانون
- کارلوس ماریگلا
- تک‌حزبی